# Institut de recherche en génie des transports
L'Institut de recherche en génie des transports appelé plus couramment VNIITransmash, anciennement VNII-100 durant la guerre froide, est une société russe basée à Saint-Pétersbourg, elle est filiale du groupe Uralvagonzavod de Nijni Taguil.
Elle produit en majorité pour l'armée russe, des chars, des véhicules militaires légers, de la recherche dans l'armement, mais aussi, des rovers qui ont été développés en collaboration avec le Centre spatial scientifique et de recherche Babakin (en) de Lavotchkine et l'Institut de recherche spatiale. 